# Dub Inc

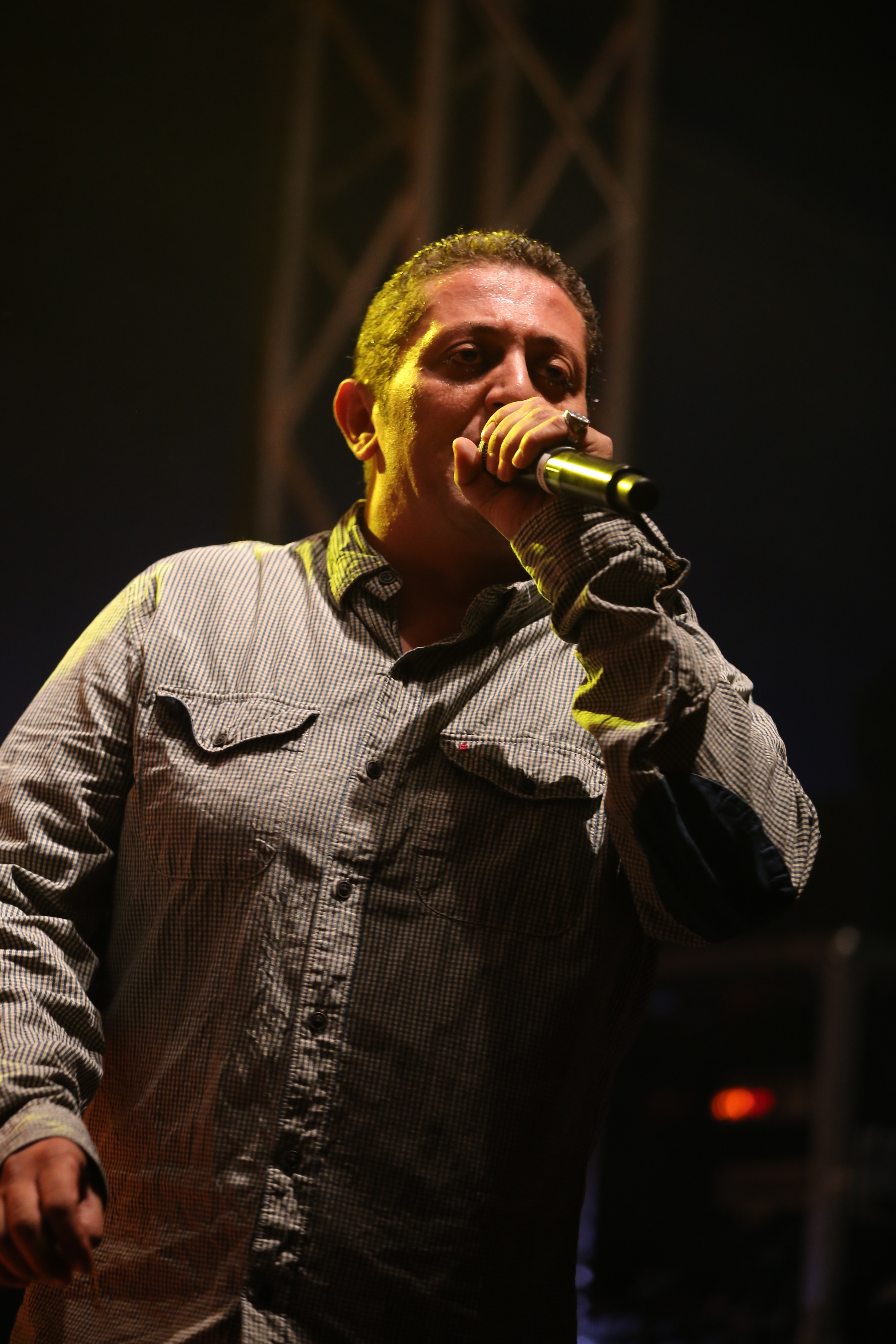
Hakim Meridja (2013)

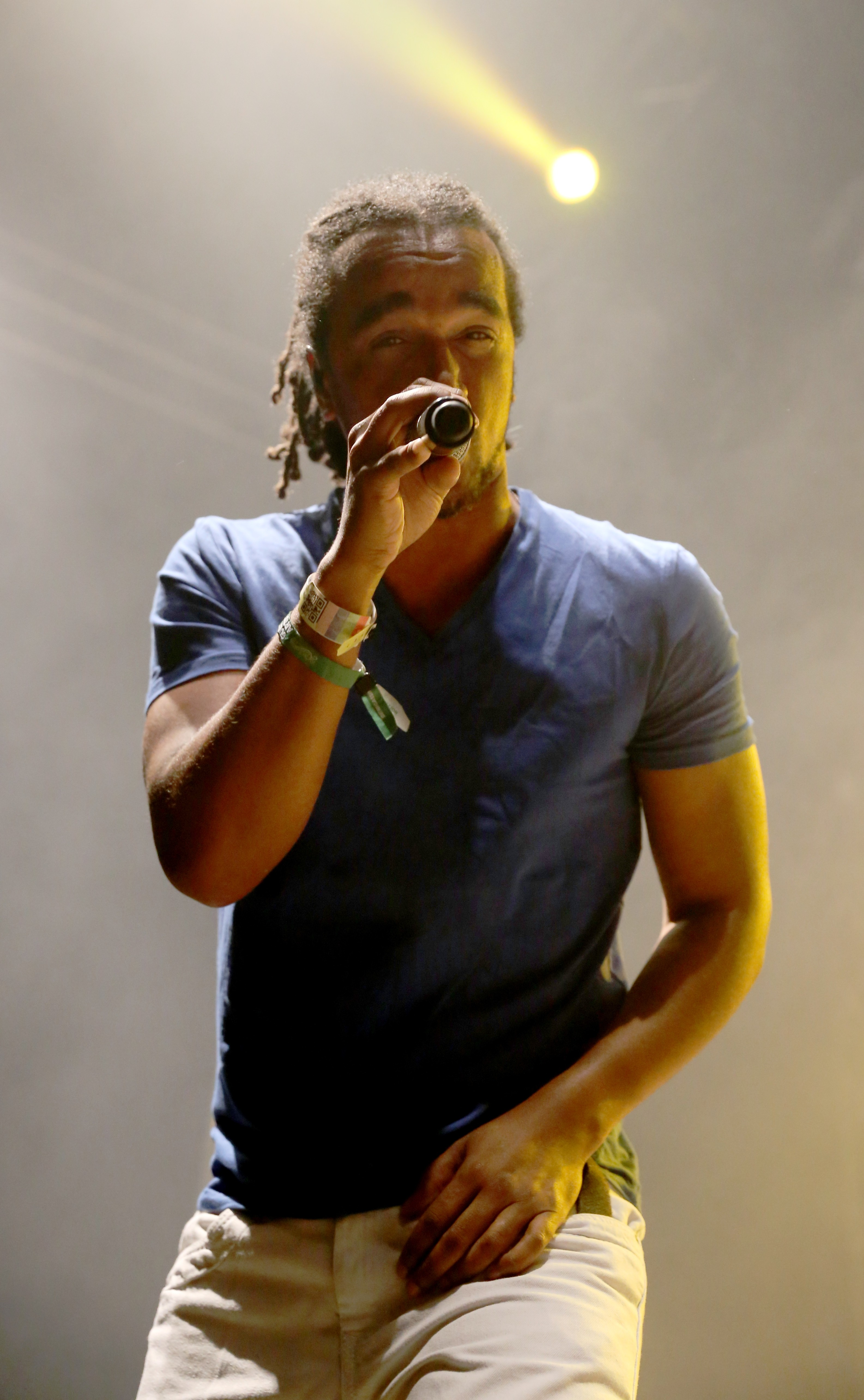
Aurélien Zohou (2013)

Dub Inc (auch Dub Incorporation) ist eine Band aus Saint-Étienne in Frankreich. Sie besteht aus Mitgliedern mit unterschiedlicher kultureller Herkunft.

## Geschichte
Die Band wurde 1998 von drei Mitgliedern gegründet. Das erste Album Diversité erschien 2003 in Frankreich.
Es kam 2005 in Deutschland auf den Markt. 2004 erhielt die Band den Preis FAIR von der französischen Organisation Fond d'Action à l'Initiative Rock.
Im Februar 2015 veröffentlichte die Reggae-Band New Kingston das Album Kingston City, auf dem Dub Inc beim Stück Today zu hören sind. Zudem produzierte Moritz „DaBaron“ von Korff das Lied Good Luck Charm für dieses Werk.

## Stil
Ihre Musik setzt sich aus arabischer Rhythmik, Hip-Hop, afrikanischen Beats, Dub und Reggae zusammen. Die Texte der Band handeln von politischen und sozialen Missständen wie Armut, Bildungsnotstand, Arbeitslosigkeit, Gewalt und Korruption und werden auf Englisch, Französisch und Kabylisch gesungen.

## Diskografie

### Alben
| Jahr | Titel                 | Höchstplatzierung, Gesamtwochen, AuszeichnungChartplatzierungen (Jahr, Titel, Platzierungen, Wochen, Auszeichnungen, Anmerkungen) | Höchstplatzierung, Gesamtwochen, AuszeichnungChartplatzierungen (Jahr, Titel, Platzierungen, Wochen, Auszeichnungen, Anmerkungen) | Höchstplatzierung, Gesamtwochen, AuszeichnungChartplatzierungen (Jahr, Titel, Platzierungen, Wochen, Auszeichnungen, Anmerkungen) | Anmerkungen                              |
| Jahr | Titel                 | FR | BEW | CH | Anmerkungen                              |
| ---- | --------------------- | --- | --- | --- | ---------------------------------------- |
| 1998 | Dub Incorporation 1.1 | — | — | — |                                          |
| 2001 | Version 1.2           | — | — | — |                                          |
| 2003 | Diversité             | FR141 (1 Wo.)FR | — | — | Erstveröffentlichung: 1. September 2003  |
| 2005 | Dans le décor         | FR61 (6 Wo.)FR | — | — | Erstveröffentlichung: 1. August 2005     |
| 2006 | Dub Inc Live          | FR104 (4 Wo.)FR | — | — |                                          |
| 2008 | Afrikya               | FR29 (20 Wo.)FR | — | CH100 (1 Wo.)CH |                                          |
| 2010 | Hors contrôle         | FR27 (12 Wo.)FR | — | — | Erstveröffentlichung: 4. Oktober 2010    |
| 2013 | Paradise              | FR15 Gold · (12 Wo.)FR | BEW137 (1 Wo.)BEW | CH77 (1 Wo.)CH |                                          |
| 2015 | Live at L’Olympia     | FR150 (1 Wo.)FR | — | — |                                          |
| 2016 | So What               | FR21 Gold · (10 Wo.)FR | BEW84 (1 Wo.)BEW | CH59 (1 Wo.)CH | Erstveröffentlichung: 23. September 2016 |
| 2019 | Millions              | FR7 (11 Wo.)FR | — | — | Erstveröffentlichung: 27. September 2019 |
| 2022 | Futur                 | FR64 (3 Wo.)FR | — | — | Erstveröffentlichung: 30. September 2022 |

### Singles
| Jahr | Titel Album  | Höchstplatzierung, Gesamtwochen, AuszeichnungChartplatzierungen (Jahr, Titel, Album, Platzierungen, Wochen, Auszeichnungen, Anmerkungen) | Höchstplatzierung, Gesamtwochen, AuszeichnungChartplatzierungen (Jahr, Titel, Album, Platzierungen, Wochen, Auszeichnungen, Anmerkungen) | Anmerkungen                        |
| Jahr | Titel Album  | FR | CH | Anmerkungen                        |
| ---- | ------------ | --- | --- | ---------------------------------- |
| 2007 | Version 1.2. | FR91 (1 Wo.)FR | — | Erstveröffentlichung: 1. Juni 2001 |

Weitere Singles
- 2003: Rude Boy (FR: Gold)
- 2008: Day After Day/Jump Up (7’’)
- 2011: No Doubt (7’’, feat. Tarrus Tiley und Pressure)
- 2016: Maché bécif (FR: Gold)

### Videoalben
- 2006: Dub Inc Live
- 2012: Rude Boy Story